# فرانسیس آن کمبل

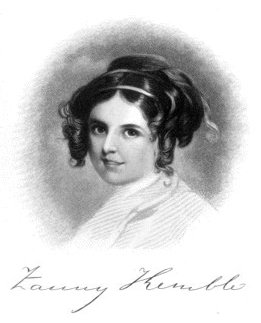
فرانسیس آن کمبل

فرانسیس آن کِمبل (به انگلیسی: Frances Anne Kemble) (زاده ۲۸ نوامبر ۱۸۰۹ - درگذشته ۱۵ ژانویه ۱۸۹۳) نویسنده، شاعر و بازیگر برجسته تئاتر اهل بریتانیا بود.